# علی‌محمد افغانی
علی‌محمّد افغانی (زادهٔ ۱۱ دی ۱۳۰۳) از نویسندگان نامدار ایرانی و نویسندهٔ رمان شوهر آهو خانم است.

## زندگی
وی سال ۱۳۰۳ در شهر کرمانشاه زاده شد و نویسنده نخستین رمان واقعی به زبان فارسی (شوهر آهو خانم) است. ٔپدر علی محمد افغانی، حسینقلی و مادرش صغری اصفهانی بودند، پدر علی محمد در بحبوحه انقلاب مشروطه از اصفهان به کرمانشاه رفت و در آنجا ماندگار شد. افغانی در رابطه با خانواده‌اش می‌گوید: «پدرم در اصفهان با کسی که سرباز ارتش سالارالدوله بود، اختلاف پیدا کرد. او گزارش داد که پدرم به سمت او تیراندازی کرده، می‌خواستند پدرم را بگیرند. پدربزرگم به پدرم گفت که مدتی از اصفهان برو سمت کربلا، پدرم به همراه پسر عمویش راهی عتبات شدند و بعد برگشتند کرمانشاه. پسر عموی پدرم در آن‌جا ازدواج کرد و ماندگار شدند. بعد هم پدرم با مادرم که او هم اصفهانی بود ازدواج کرد و دیگر ماندند در کرمانشاه. در واقع «بافته‌های رنج من» حکایت همین‌ها هست». اما من خود را کاملاً کرمانشاهی می‌دانم، چو پیشرفت خود را مدیون و مرهون بزرگانی چون لاهوتی، مظلومی، رشید یاسمی و… می‌دانم.

## شوهر آهو خانم
ورود ناگهانی علی محمد افغانی درابتدای دهه ۱۳۴۰ به صحنه ادبیات داستانی ایران، با رمان هزار برگی شوهر آهو خانم یک حادثه بود. تا آن هنگام، دراین صحنه نامی از او نبود، گرچه زندانیان سیاسی پس از کودتا یا آن‌ها که اخبار کوتاه محاکمات نظامی پس از کودتا را دنبال کرده بودند، شاید هنوز نام او را به‌خاطر داشتند. هر صفحه رمانی که نوشته بود، برگی بود از زندگی واقعی مردم کوچه و بازار به معنای توده مردم، و این یک رویداد مهم ادبی بود.
چاپ رمانی با هزار برگ، در روزگاری که مردم ایران حوصله داستان‌های پاورقی مجله‌ها را نیز نداشتند، برای انتشاراتی‌ها یک قمار بود. افغانی به این دلیل، با سرمایه خود کتاب را در دو هزار نسخه منتشر کرد. جسارتی که ناشران را حیرت‌زده کرد، اما برای کسانی که با افغانی زندان بودند و دادگاه نظامی او را دیده بودند چندان متعجب نشدند. البته این رمان بسیار مورد استقبال مردم ایران قرار گرفت، به همین دلیل خیلی زود توزیع آن را قبول کردند و به این ترتیب کتاب به چاپ‌های بعدی رسید.
همان زمان نجف دریابندری که علی‌محمد افغانی را پیش و پس از زندان می‌شناخت، در مطبوعات وقت نوشت: این داستان زندگی مردم عادی اجتماع ما تراژدی عمیقی پدیدآورده و صحنه هائی را پرداخته که انسان را به یاد آثار انوره دو بالزاک و لئون تولستوی می‌اندازد.
سیروس پرهام نیز در مجله راهنمای کتاب، که یکی از ارزنده‌ترین مجلات دوران، بود نوشت: بی هیچ گمان بزرگترین رمان زبان فارسی خلق شده و تواناترین داستان‌نویس ایرانی، درست همان زمان که انتظارش می‌رفت پا به میدان نهاده‌است.
محمدعلی اسلامی ندوشن نیز در مجله یغما نوشت: انتشار شوهر آهو خانم نشان داد که به رغم سمومی که در هوا پراکنده‌است، هنوز ایران می‌تواند درست در لحظه‌ای که انتظار می‌رود شگفتی‌های از آستین بیرون آورد.
استقبال شگفت‌انگیز از رمان «شوهر آهو خانم» چنان بود که سرانجام به فیلمنامه تبدیل شد. پیش از انقلاب «شوهر آهو خانم» بارها تجدید چاپ شد، پس از انقلاب نیز بارها در تیراژهای بالای ۱۰ هزار نسخه‌ای منتشر شد.
افغانی، پس از شوهر آهو خانم، رمان ۸۰۰ صفحه‌ای «شادکامان دره قره سو» را نوشت.
«شوهر آهو خانم» داستان ناتمام تبدیل زن ایرانی به ماشین تولید بچه، ارضاءکننده تمایلات جنسی مرد و مسئول پختن و روفتن خانه است. افغانی این کتاب را در زندان نوشته‌است. وی در جایی گفته‌است که مأموران زندان جلوی نوشتن او را می‌گرفته‌اند و یادداشت‌های او را بازرسی می‌کرده‌اند، به همین دلیل در هنگام نوشتن یک دیکشنری انگلیسی جلوی خود باز می‌کرده تا وانمود کند در حال ترجمهٔ یک کتاب انگلیسی می‌باشد و کتاب، کتاب خوداونیست.
«بافته‌های رنج» نوشته علی محمد افغانی اولین رٌمان ادبی بود که توسط گروه فرهنگ و ادب وهنر شبکه اول تلویزیون تصویب گشت تا اقتباس از رٌمان ساخت یک سریال داستانی بلند شروع شود این امر با تلاش مجید بهشتی تهیه‌کننده و کارگردان گروه فرهنگ وادب شبکه اول میسر شد و در نهایت ساخت سریال به سرانجام رسید و این کتاب بسیار جذاب وپر محتوا با سختی زیاد در طول دو سال کار گشت. اما بعداز روی کار آمدن علی لاریجانی در صدا وسیما و ورود گروه‌های قشری با جناح‌بندی سیاسی خاص با ادامه کار مخالفت و برخورد شد کار شکنی با کارهای فرهنگی و هنری که در جهت اهداف اون گروه قشری تازه‌وارد نبود شروع شد. سریال «بافته‌های رنج» که آماده پخش شده بود، را توقیف کردند، سریال در ۴۲ قسمت چهل وپنج دقیقه فیلمبرداری و تولید گشته بود و اقدام کننده توقیف سریال مدیر شبکه اول سیما جعفری جلوه بود که کار
را راهی آرشیو تلویزیون نمود. البته بعد از مدتی ظهرها در ساعتی کم بینده در برنامه خانواده سریال را در ۴۲ بخش بیست دقیقه سانسور شده و بی سر و ته پخش شد یعنی با هزار دقیقه سانسور از کل کار سریال پخش شد

## فعالیت سیاسی
علی محمد افغانی افسر سازمان نظامی حزب توده ایران بود. وی در دادگاه به اعدام محکوم شد و سپس همراه با عده‌ای دیگر از افسران توده‌ای محکوم به اعدام، با یک درجه تخفیف به حبس‌ابد محکوم گشت. اسدالله علم (وزیر دربار شاه) می‌نویسد که «اعلیحضرت در روزهای آغاز محاکمه افسران توده‌ای چند بار گفت که باید دست‌کم ۱۵۰ نفر از آن تیرباران شوند تا دیگر هیچ ارتشی از این غلط‌ها نکند، اما فشار جهانی زیاد بود و به همین دلیل اعدام‌ها نتوانست ادامه پیدا کند.»
علی‌محمد افغانی بدین صورت از اعدام جسته بود و پس از چند سال که شاه موقعیت خویش را تحکیم شده یافت و کار همه سیاسیون و احزاب را تمام شده دانست، گروه‌هایی از حبس‌ابدی‌ها نیز مشمول عفو شده و از زندان بیرون آمدند که علی‌محمد افغانی از آن جمله بود.
نکته جالب اینجاست که از جمع این محکومین به اعدام که از مرگ جسته و به حبس ابد محکوم شده بودند، شماری (۶ تن به اضافه صفر قهرمانیان) تا انقلاب بهمن ۵۷ در زندان مانده و با انقلاب مردم و سقوط شاه آزاد شدند.

## آثار

### رمان
- شوهر آهو خانم، تهران: چاپ اتحاد، ۱۳۴۰؛ ت‍ه‍ران‌: امیرکبیر‏‫‏‏، ۱۳۴۵.
- شادکامان درۀ قره‌سو، ت‍ه‍ران‌: امیرکبیر‏‫‏‏، ۱۳۴۵.
- سیندخت، تهران: امیرکبیر، ۱۳۶۰.
- ‬بافته‌های رنج، ت‍ه‍ران‌: ام‍ی‍رک‍ب‍ی‍ر‏‫، ۱۳۶۱.
- دکتر بکتاش، ت‍ه‍ران‌: ن‍گ‍اه‌‏‫، ۱۳۶۴.‬
- ‏شلغم میوهٔ بهشته، ت‍ه‍ران‌: ن‍گ‍اه‌‏‫، ۱۳۶۴.‬
- محکوم به اعدام، ت‍ه‍ران‌: ن‍گ‍اه‌، ۱۳۷۰.
- بوته‌زار، ت‍ه‍ران‌: ن‍گ‍اه‌، ۱۳۷۲.
- خداحافظ دخت‍رم، ت‍ه‍ران‌: ج‍اوی‍دان‌، ۱۳۷۷.
- دخ‍ت‍ر‌دای‍ی‌ پ‍روی‍ن‌، ت‍ه‍ران‌: ج‍اوی‍دان‌، ۱۳۷۷.
- ‬سنگی بر روی بافه، تهران: نگاه‏‫، ۱۳۹۷.
- همسفرها، ت‍ه‍ران‌: ن‍گ‍اه‌، ۱۳۶۷.

### خاطرات
- بی یاد تو هرگز، تهران: ۱۴۰۳.

### منتشرنشده
- ح‍اج‌ال‍ل‍ه‌ب‍اش‍ی‌: ن‍م‍ای‍ش‍ن‍ام‍ه‌ م‍ن‍ظوم‌، و ف‍ص‍ل‌ خ‍وب‌ س‍ال‌: داس‍ت‍ان‌، ت‍ه‍ران‌: م‍ؤس‍س‍ۀ ان‍ت‍ش‍ارات‌ ن‍گ‍اه‌، ۱۳۷۷.
- دنیای پدران و دنیای فرزندان، تهران: دنیای دانش، ۱۳۸۸.
- صوفی صحنه، دزد کنگاور، تهران: دنیای دانش، ‏‫‬‏۱۳۸۸.
- پیمان، بی‌یاد تو هرگز (خاطرات)‬‬، تهران : نگاه، ‏‫۱۳۸۸.‬‬